# 静止トランスファ軌道
静止遷移軌道、静止トランスファ軌道（せいしせんいきどう、せいしトランスファきどう、geostationary transfer orbit, GTO）は、人工衛星を静止軌道にのせる前に、一時的に投入される軌道で、よく利用されるのは、遠地点が静止軌道の高度、近地点が低高度の楕円軌道である。

## 概要
静止軌道は、地表からの高度が赤道上約36,000 kmとなる円軌道である。衛星をこの軌道に投入する際には次のような手順をとるのが普通である。

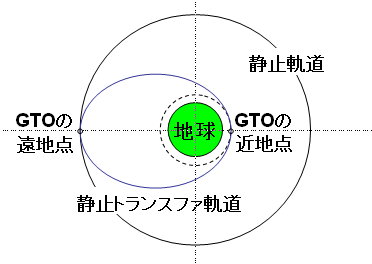
図：静止トランスファ軌道と静止軌道

待機軌道に打上げ
まず、ロケットで衛星を低高度で地球を周回する円軌道に打ち上げる。これを待機軌道（図の点線で示す円）と呼ぶ。
静止遷移軌道に軌道変換
次に、適切な時間にロケットエンジンで加速し、遠地点を静止軌道の高度まで上げる。このとき遠地点が衛星の追跡管制上都合の良い位置になるように、軌道変換の時刻を選ぶ必要がある。一旦待機軌道（パーキング軌道）に投入する理由はこのためである。
静止ドリフト軌道に軌道変換
近地点の高度を遠地点に等しく、すなわち円軌道になるように軌道変換を行う。このためには、遠地点でロケットエンジンを使用して推力を与える必要がある。通常、数回に分けてエンジンを噴射させ、軌道変換を行う。
最終的な静止軌道に移動
最後に、衛星内蔵の姿勢制御用エンジンで軌道高度の微調整を行い、所定の静止位置に移動する。
このような軌道高度の変換方式を一般にホーマン変換、トランスファ軌道をホーマン遷移軌道とよび、変換に要するエネルギーが最小で済むことで知られる。この方式は、低軌道→静止軌道に限らず、同心円となっている円軌道間の遷移において、軌道の半径の比が11.94を超えない場合は最も効率が良い。
（軌道の半径の比が11.94を超える場合は、二重楕円遷移の方が軌道変換に要するエネルギーが小さい）
パーキング軌道からGTOに変換する際には打上げロケットの最上段を、GTOから静止軌道に変換する際には衛星に内蔵した小型ロケットを用いることが多い。後者は遠地点 (apogee) で噴射することからアポジモーター (apogee motor) と呼ぶ。
上記の軌道変換中に、軌道面も変更する。パーキング軌道は通常打ち上げ地点の緯度に近い軌道傾斜角を持つため、例えば種子島やバイコヌールなどの射場から打ち上げると、静止衛星に必要な軌道傾斜角0°に変換する必要がある。この意味では射場の緯度は赤道に近いほどよく、欧州宇宙機関が用いるフランス領ギアナのクールー宇宙センターは北緯6°程度と立地条件が良い。シーローンチ社は赤道上の海上施設からの打ち上げサービスを行っており、軌道変換という視点からはもっとも効率がよい。
以上で説明した遷移方式の他に「スーパシンクロナス・トランスファ軌道」（意訳して、長楕円～などとも）による静止軌道への投入法がある。遠地点が静止軌道よりもかなり高い楕円軌道から、遠地点下げと近地点上げを並行して行って静止軌道に投入するもので、高緯度からの場合には、前述の軌道傾斜角の変換に要するエネルギーが通常の場合よりも少なくできる手順がある。高緯度に射場のある旧ソ連系の打上げサービスが積極的に研究しており、近年は他の地域の宇宙サービスや、特に日本の諸条件でも検討の価値がある場合があると見て研究している。